# Iffwil
Iffwil là một đô thị ở huyện Fraubrunnen trong bang Bern ở Thụy Sĩ. Đô thị này có diện tích 5 km², dân số tháng 12 năm 2020 là 428 người.

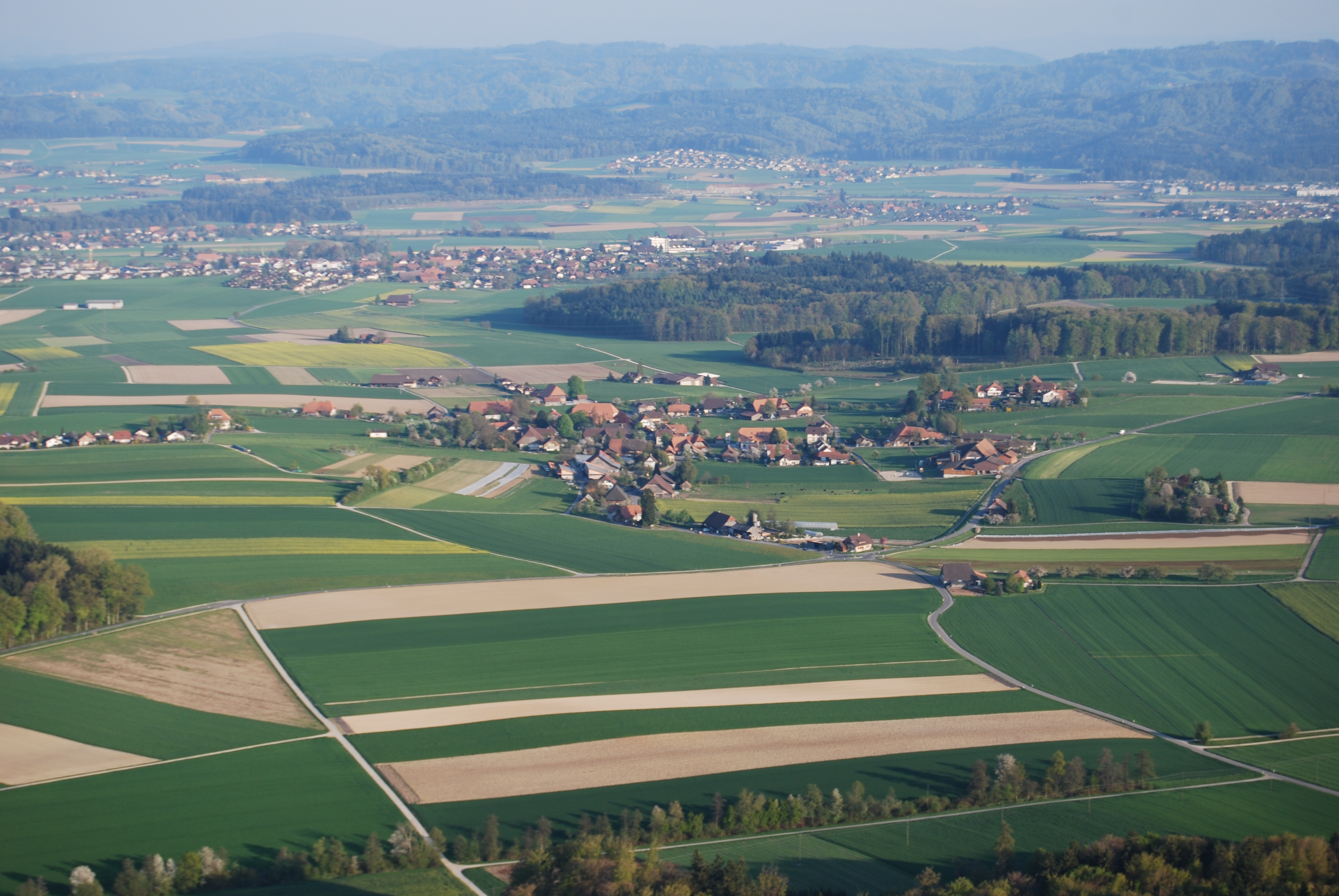
Iffwil